# Поездка в Баунтифул
«Поездка в Баунтифул», или «Путешествие в Баунтифул» (англ. The Trip to Bountiful), — американский драматический художественный фильм 1985 года, снятый режиссёром Питером Мастерсоном. Сценарий для фильма написан Хортоном Футом на основе своей же одноимённой пьесы. Главные роли исполнили Джеральдин Пейдж, Джон Хёрд и Карлин Глинн. Премьера фильма состоялась 20 декабря 1985 года в США. Фильм получил премию «Оскар» в категории «Лучшая женская роль».

## Сюжет
Кэрри Уоттс переживает закат своей жизни в небольшой квартирке в Хьюстоне. У неё есть лишь одна заветная мечта — вернуться в Баунтифул, маленький городок в Техасе, где она провела свою юность. Но проблема в том, что дети не собираются отпускать Кэрри в путешествие.

## В ролях
| Актёр             | Роль         |
| ----------------- | ------------ |
| Джеральдин Пейдж  | Миссис Уоттс |
| Джон Хёрд         | Люди Уоттс   |
| Карлин Глинн      | Джесси Мэй   |
| Ричард Брэдфорд   | Шериф        |
| Ребекка Де Морнэй | Тэльма       |
| Кевин Куни        | Рой          |
| Мэри Кэй Марс     | Розелла      |

## Награды и номинации
| Премия           | Категория                      | Номинант         | Результат |
| ---------------- | ------------------------------ | ---------------- | --------- |
| «Оскар»          | Лучшая женская роль            | Джеральдин Пейдж | Победа    |
| «Оскар»          | Лучший адаптированный сценарий | Хортон Фут       | Номинация |
| «Золотой глобус» | Лучшая женская роль — драма    | Джеральдин Пейдж | Номинация |